# Caldwell County (Kentucky)
Caldwell County je okres ve státě Kentucky v USA. K roku 2010 zde žilo 13 060 obyvatel. Správním městem okresu je Princeton. Celková rozloha okresu činí 902 km².